# Morerella cyanophthalma
Morerella cyanophthalma is een kikker uit de familie rietkikkers (Hyperoliidae). Het is de enige soort uit het geslacht Morerella. De kikker werd voor het eerst wetenschappelijk beschreven door de groep van biologen Mark-Oliver Rödel, N. Emmanuel Assemian, N'Goran Germain Kouamé, Blayda Tohé en Jean-Luc Perret in 2009.
Morerella cyanophthalma komt voor in Afrika en is endemisch in Ivoorkust. De soort is alleen bekend van twee nationale parken in het land.
Acanthixalus · 
Afrixalus · 
Alexteroon · 
Arlequinus · 
Callixalus · 
Chrysobatrachus · 
Cryptothylax · 
Heterixalus · 
Hyperolius · 
Kassina · 
Kassinula · 
Morerella · 
Opisthothylax · 
Paracassina · 
Phlyctimantis · 
Semnodactylus · 
Tachycnemis